# Златопольская, Дарья Эриковна
Да́рья Э́риковна Златопо́льская (урождённая — Галимова, в первом замужестве — Спиридонова; род. 24 апреля 1977, Москва) — российская телеведущая и журналистка.

## Биография

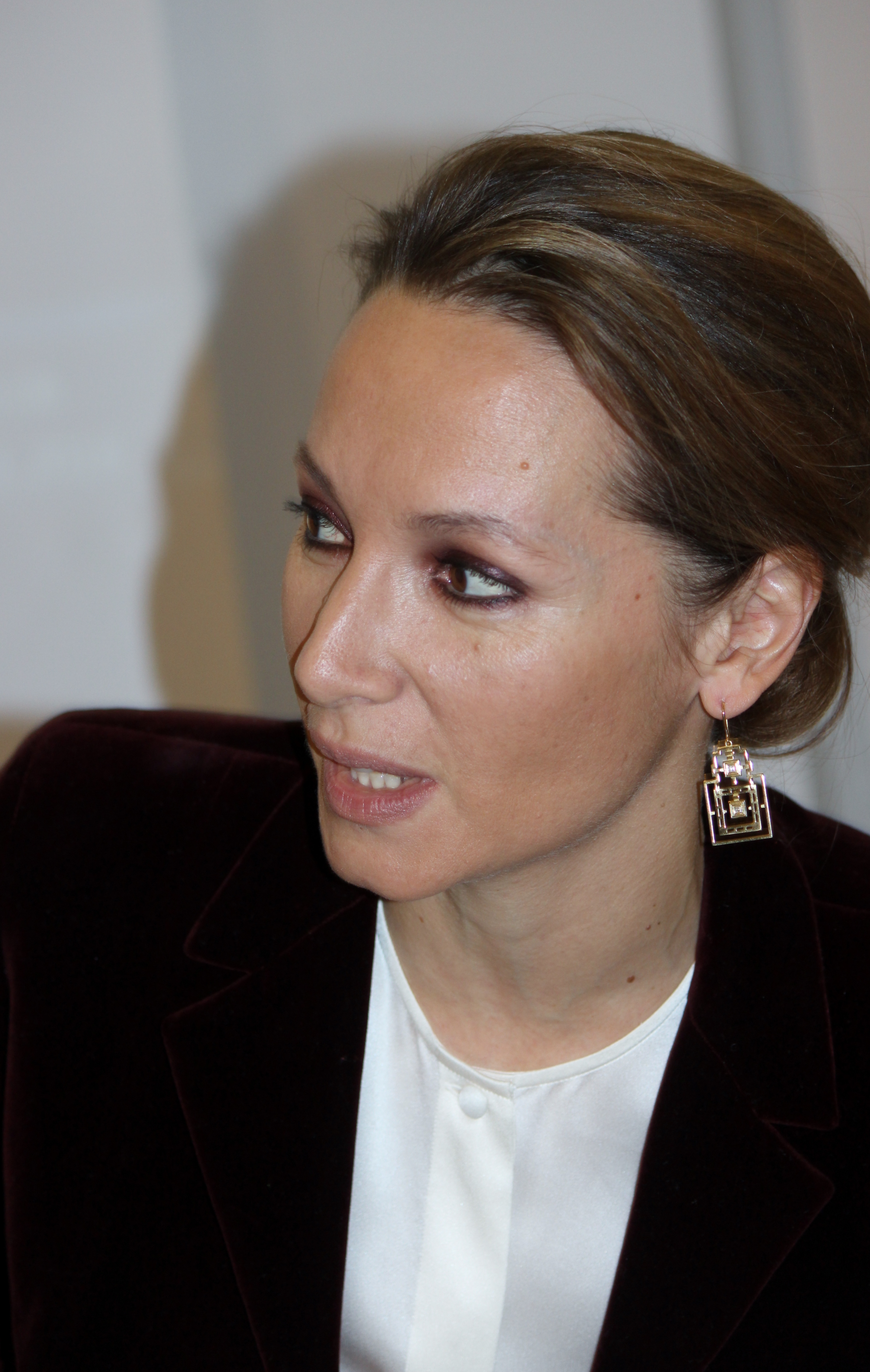

Родилась в семье учёного-геохимика Эрика Михайловича Галимова (1936—2020) и театроведа Галины Галимовой.
В детстве увлекалась балетом, историей, участвовала в домашних спектаклях, посещала английскую спецшколу, занималась плаванием в школе олимпийского резерва и брала уроки игры на гитаре. В старших классах обучалась в рамках программы обмена студентами Freedom Support Act Future Leaders Exchange Program, организованной Информационным агентством США.
Занималась изучением французского языка в городе Экс-ан-Прованс (Франция).
С 1999 по 2001 год — главный редактор отраслевого журнала «Office File».
В 2004 году окончила факультет журналистики Московского государственного университета имени М. В. Ломоносова по специальности «Телевидение».

### Телевизионная карьера
На телевидение пришла в 2002 году. Изначально работала на спортивном канале 7ТВ, где была ведущей интерактивной программы «ДвиЖЖение». 
С 2002 по 2004 год работала на НТВ. Начала работать в программе «Гордон», которая выходила на телеканале в 2001—2003 годах. С сентября по декабрь 2003 года была ведущей программы «Утро на НТВ» в паре с Михаилом Байтманом.
С 2004 года работает на ВГТРК, была ведущей утренней программы «Доброе утро, Россия!» (телеканал «Россия»): сначала была ведущей утреннего линейного эфира, транслировавшегося на Дальний Восток, затем стала ведущей гостевой студии программы.
Некоторое время вела рубрику «Вести. Интервью» на телеканале «Вести» («Россия-24»).
С 15 марта 2009 по 24 апреля 2016 года была соведущей проекта «Танцы со звёздами» — сначала в паре с Максимом Галкиным, в 2016 году — с Гариком Мартиросяном. Впоследствии стала одним из членов жюри этого проекта.
С 12 ноября по 18 декабря 2010 года была ведущей проекта «Стиляги-шоу», также в паре с Максимом Галкиным.
В 2011 году выступила автором и ведущей документального фильма «Ода к радости», который посвящён людям, прожившим более 90 лет.
С 11 февраля 2012 года — ведущая программы-интервью «Белая студия» на телеканале «Культура».
До конца 2014 года работала в эфире под фамилией первого мужа — Спиридонова, с 2015-го под фамилией второго мужа — Златопольская.
С 1 ноября 2015 года — ведущая конкурса юных талантов «Синяя птица».
Также периодически становится ведущей концертов, транслируемых по «России-1».

## Общественная позиция
Поддержала военное вторжение РФ в Украину.

## Награды и премии
- Премия города Москвы 2015 года в области литературы и искусства (3 августа 2015) — за цикл передач «Белая студия» на телеканале «Россия — Культура»
- Золотая медаль имени Льва Николаева (14 ноября 2016 года)[16][17] — за существенный вклад в просвещение, популяризацию достижений науки и культуры
- Премия Правительства Российской Федерации в области культуры (2 марта 2020 года) — за создание открытого Всероссийского конкурса юных талантов «Синяя птица»[18]
- Благодарность Президента Российской Федерации (1 декабря 2021 года) — за большой вклад в подготовку и проведение общественно значимых мероприятий[19]

## Семья
Первый супруг — Леонид Маркович Спиридонов — бизнесмен, руководитель спортивной компании.
Второй супруг (с 2011 года) — Антон Златопольский — российский медиаменеджер, продюсер кино и телевидения, общественный деятель, первый заместитель генерального директора ВГТРК, генеральный директор телеканала «Россия-1». Сын Лев.

## Фильмография
| Год  |   | Название                        | Роль                               |
| ---- | - | ------------------------------- | ---------------------------------- |
| 2005 | с | Гражданин начальник 2 (5 серия) | официантка в итальянском ресторане |
| 2011 | ф | Шапито-шоу                      | телеведущая (камео)                |
| 2021 | ф | Девятаев                        | Фая, жена Михаила Девятаева        |